# Вајтфиш (Монтана)
Вајтфиш (енгл. Whitefish) град је у америчкој савезној држави Монтана.

## Демографија
По попису из 2010. године број становника је 6.357, што је 1.325 (26,3%) становника више него 2000. године.
| Група             | 2000.         | 2010.         |
| Белци             | 4.796 (95,3%) | 5.953 (93,6%) |
| Афроамериканци    | 7 (0,1%)      | 29 (0,5%)     |
| Азијати           | 29 (0,6%)     | 48 (0,8%)     |
| Хиспаноамериканци | 97 (1,9%)     | 177 (2,8%)    |
| Укупно            | 5.032         | 6.357         |